# Иогансон, Иван Егорович
Иван Егорович Иогансон (31 июля 1836 — 2 [14] апреля 1873) — архитектор, переводчик, академик архитектуры Императорской Академии художеств.

## Биография
Вольноприходящий учащийся Императорской Академии художеств, которую окончил в 1862 году. Получил медали Академии художеств: малая серебряная (1857), малая и большая серебряные медали (1858) за проект «телеграфической станции в столице». Получил звание неклассного художника (1859), звание художника с правом на чин XIV класса (1862). Звание академика (1867) по проекту «монастыря на 200 монахов».
Служил главным архитектором Выборга (до 1869; на посту городского архитектора его сменил Ф. А. Оденваль), где построил около 70 зданий и занимался переводами с русского языка на шведский книг по архитектуре. Затем переехал в Петербург, заняв должность дворцового архитектора великой княгини Елены Павловны. Член-учредитель Петербургского общества архитекторов.

## Проекты и постройки

### Выборг
- Перестройка здания губернского правления (1863), Крепостная ул., 22.
- Надстройка Новой ратуши (1865),  Крепостная ул., 7[4]
- Выборгская центральная народная школа (1868), Ленинградский пр., 15.
- Ремонт фасада дома Теслеффов, ул. Северный Вал, 21[5][6]

### Санкт-Петербург
- Куракина Дача — Николаевский сиротский институт. Бабушкина ул., 56; Обуховской Обороны пр., 193х (1869)[7]
- Куракина Дача — Корпус лазарета малолетнего отделения Николаевского сиротского института. Бабушкина ул., 56к3 (1869)[8][9]
- Особняк С. П. Петрова. Большой пр. ВО, 44 (1871—1872)[10]